# کتاب‌سوزی در ایران
در برهه‌های مختلفی از تاریخ ایران، کتاب‌ها سوزانده شده‌اند؛ نظرات مورخان دربارهٔ وسعت این کتاب‌سوزی‌ها مختلف است.

## حمله اسکندر به ایران
ابن ندیم در کتاب الفهرست می‌نویسد: «در حدود سال ۹۸۷ میلادی نوشته شده؛ در قصر آپادانا در تخت جمشید نوشته‌هایی به صورت لوح‌های چوبی، سنگ و خاک رس در موضوعات متعدد وجود داشت. تعداد بسیاری از این الواح به وسیله اسکندر مقدونی(۳۳۳ پیش از میلاد) نابود شد یا به کتابخانه اسکندریه فرستاده شد. کشف سی هزار لوحه از گل رس در سال ۱۹۳۴ میلادی در زیر زمین ویرانه‌های کاخ آپادانا در تخت جمشید این گفته را تأیید می‌کند. باستانشناسان این بخش را خزانه تخت جمشید یا کتابخانه استخر نامیده‌اند. اسکندر همین‌طور ۲۰۰۰۰ چرم گاوی را که اوستا بر روی آنها نوشته شده بود سوزاند. به ما گفته شده که این کتابها در بایگانی تخت جمشید نگهداری می‌شدند و زمانی که اسکندر آن قصر را به آتش کشید این کتابها هم از میان رفتند.»
زبی بلال اسماعیل تاریخ‌دان می‌نویسد:
«در ابتدا اوستا به زبان اوستایی نوشته شد اما در زمان حمله اسکندر، اسکندر اوستا را نابود کرد و بیشتر قسمت‌های آن ازبین رفت تا اینکه یک بار در زمان پارتها و و بار دیگر در زمان ساسانیان به جمع‌آوری آن پرداختند و این بار به وسیله خطی به نام -دین دبیر- نوشته شد»

## اعراب مسلمان و کتاب‌سوزی در ایران
تورج دریایی استاد کرسی ایران باستان در دانشگاه کالیفرنیا، ارواین می‌نویسد: اعراب مسلمان در دوره خلافت اموی در  خوارزم کتاب‌های مغان را سوزاندند که کار عجیب و نامعمولی بود و واقعه‌ای معمول در تاریخ فتوحات اعراب مسلمان در ایران زمین به‌شمار نمی‌آید. فقدان کتاب‌های باستانی به زبان پهلوی به دلیل تغییر زبان علمی رایج در ایران پس از حمله اعراب و بلا استفاده ماندن کتاب‌های نوشته شده به زبان پهلوی است.
نویسندگان ایرانی از جمله (شجاع‌الدین شفا، محمد معین و عبدالحسین زرین کوب) (در دو قرن سکوت، منتشره در سال ۱۳۳۶) در مورد کتاب‌سوزی در جندی شاپور پس از فتح ایران توسط اعراب سخن رانده‌اند. از جمله منابع اولیه تاریخی مورد اشاره همه این نویسندگان، کتاب مقدمه ابن خلدون است. زرین‌کوب در کتاب کارنامه اسلام (۱۳۴۸) کتاب‌سوزی اعراب در تیسفون را نفی می‌کند: «روایتی هم که گفته‌اند کتابخانه مدائن را اعراب نابود کردند ظاهراً هیچ اساس ندارد و مآخذ آن تازه‌است.»
اما نهایتاً زرین‌کوب در کتاب روزگاران (منتشره در سال ۱۳۷۳) با باز تأیید این امر که روایت کتاب‌سوزی در تیسفون چندان قدمت ندارد، با اشاره به روحیات هیجانی فاتحان، احتمال رخ دادن این مسئله را منتفی نمی‌داند. دانشنامه کتابخانه و دانش اطلاعات دربارهٔ کتاب‌سوزی کتابخانه‌ها در ایران طی حملهٔ عرب‌ها می‌نویسد که عرب‌ها به دلیل تعصب و اعتقاد به این‌که قرآن برترین کتاب است هر کتاب غیر قرآنی را نابود کردند.
فرانز رزنتال استاد پیشین زبانهای سامی و زبان عربی در دانشگاه ییل، اسلام‌شناس و مترجم کتاب مقدمه، در پانوشت این گفته ابن خلدون می‌نویسد «این روایت دیگری از یک افسانه معروف است که بر طبق آن عمر دستور ویرانی کتابخانه اسکندریه را داد».
برنارد لوئیس در مقاله‌ای ضمن بی‌اعتبار خواندن کتاب‌سوزی اعراب در اسکندریه با اشاره به تشابه این روایت ابن خلدون با روایتی که در آن نقل شده عمر فرمان به تخریب کتابخانه اسکندریه داده‌است، می‌گوید: «تاریخ‌نگار قرن چهاردهم، ابن خلدون، داستان تقریباً یکسانی را راجع به ویران کردن یک کتابخانه در ایران به دستور خلیفه عمر مطرح کرده که نشان از ویژگی عامیانه آن دارد».
مهمت سیلمز، محقق مسلمان، در تحقیقی که در سال ۲۰۰۵ در ژورنال آمریکایی علوم اجتماعی اسلامی چاپ شد با اشاره به سالم ماندن دانشگاه گندی شاپور در حمله اعراب به ایران می‌نویسد اعراب به اهمیت مؤسسهٔ آموزشی گندی‌شاپور پی بردند و شکوه آن را و کتابخانه و دیگر سازمان‌های شهر را باقی نگاه داشتند.
در مورد کتاب‌سوزی عرب‌ها در خوارزم، ابوریحان بیرونی در کتاب آثارالباقیه عن القرون الخالیه فصل سوم در بخش تاریخ اهل خوارزم، چنین می‌نویسد:
«قتیبة بن مسلم هر کس را که خط خوارزمی می‌دانست از دم شمشیر گذرانید و آنانکه از اخبار خوارزمیان آگاه بودند و این اخبار و اطلاعات را میان خود تدریس می‌کردند ایشان را نیز به دستهٔ پیشین ملحق ساخت بدین سبب اخبار خوارزم طوری پوشیده ماند که پس از اسلام نمی‌شود آن‌ها را دانست»

## هجوم ترکان
کتابخانه سلطنتی سامانیان در هجوم ترکان از شرق در سده ۱۱ میلادی سوزانده شد. گفته می‌شود ابن سینا تلاش کرد به میان شعله‌های آتش برود و کتاب‌ها را نجات دهد.[۳۹][۴۰]

## حمله محمود غزنوی
در جریان حمله سلطان محمود غزنوی به ری بخشی از کتابخانه بزرگ ری به آتش کشیده شد و بخشی دیگر به بخارا یا به نقلی دیگر به غزنین انتقال یافت. سوزاندن کتاب‌های شیعیان و برخی دیگر از گروهای اسلامی مد نظر بوده‌است.

## حمله مغولان به ایران
ابن ماجه درکتاب سنن ابن ماجه می‌نویسد: «یک بار دیگر تمدن عظیم ایرانیان به وسیلهٔ مهاجمین نابود شد؛ این بار به وسیله قبایل مغولان و تاتارها(۱۲۲۰ میلادی)؛ آنها معبد ها را تبدیل به طویله اسبانشان کردند، کتابخانه‌ها را سوزاندند و از نسخه‌های گران‌بها به عنوان سوخت استفاده می‌کردند».[۳۸]

## دوره پهلوی
- در ایران معاصر، احمد کسروی «جشن کتاب‌سوزان» داشت.[۱۸] وی و برخی از پیروانش در روز اول دی‌ماه، کتاب‌هایی را که زیانبار می‌دانستند طی مراسمی می‌سوزاندند.[۱۹] احمد کسروی، تأسیس‌کننده باهماد آزادگان، در گفتاری در روز یکم دی ماه که کتاب میسوزانیدند، در سخنرانی ای در یکم دی ماه ۱۳۲۲، می‌گوید:سرچشمهٔ بدبختی شرقیان اینهاست که باید از میان رود. امروز جوانان که سر می‌افرازند گرفتار اینها می‌شوند و بیشتر ایشان بیکبار تباه می‌گردند. اینست ما چنان‌که از یکسو آمیغهای [=حقایق] زندگی را می‌پراکنیم همچنان باید باین کتابها پرداخته بنابودی آنها کوشیم.[۲۰]چنان‌که بارها گفته‌ایم ما این کار را از روی هوس، یا از راه تندروی، یا بنام ستیزه با این و آن نمی‌کنیم. بلکه از روی فهم و بینش این رفتار را برگزیده‌ایم و هوده ی[=نتیجه] بزرگی از آن می‌خواهیم. کسانی چون می‌شنوند ما کتابها را به آتش می‌اندازیم دهانشان بازمی‌ماند. چه کنند بیچارگان! تاکنون از زیان این کتابها آگاه نشده‌اند. در نزد آنان این کتابها سرچشمهٔ فرهنگ و دانش است.[۲۰]آزادگان (لقب پاکدینان) باور می‌داشتند که کتاب‌های شاعرانی چون خیام، حافظ، مولوی و نثرهایی چون گلستان سعدی و برخی کتاب‌های شیعی گری زیانمند اند و باید آنان را نابود کرد. کسروی درین باره کتاب‌هایی نوشته چون شیعی گری و حافظ چه می‌گوید؟ که درین باره سخن می‌گوید. همچنین برخی از دیگر آزادگان سخنرانی‌هایی درین باره کرده‌اند که در کتابی بنام «یکم دی ماه» گرد آورده شده.امروز آغاز کار است و خواهد رسید روزی که پشته‌ها افرازیم و همه را در یکجا آتش زنیم. آنگاه این سوزاندن دشمنی نشان دادن است، بیزاری جُستن است. یک نتیجهٔ این آن خواهد بود که مردم به بدی این کتابها پی برند و آن پردهٔ ناآگاهی از جلو چشمشان برداشته شود.[۲۰]در واکنش به این کتاب سوزی‌های باهماد آزادگان، شماری از مخالفان چنین نمودند که آنان قرآن هم می‌سوزاندند. کسروی و باهماد آزادگان انکار کردند و گفتند که چون آنان توانایی پاسخ‌های شایا دادن را نمی‌دارند، می‌خواهند چنین به ما تهمت بزنند تا مردم از ما بیزاری جویند. کسروی در همان سخنرانی یکم دیماه ۱۳۲۲ می‌گوید:این را هم بگویم: دشمنان ما دروغی پراکنده‌اند که ما قرآن را نیز به آتش می‌اندازیم. روسیاهان چون درمانده‌اند به این دروغ دست می‌یازند. من آشکاره می‌گویم: بسیاری از کتابهایی که نزد دیگران ارجمند است ما به آتش می‌اندازیم. اینک کتابها روی میز چیده شده در میان آنها گلستان و بوستان سعدی، دیوان حافظ و مفاتیح الجنان و مانند اینها هست و همهٔ آنها درخور آتش است؛ ولی قرآن نزد ما گرامی ست و ما پاسش می‌داریم. قرآن کجا و این گونه سوزانیدن کجا؟!.. قرآن جای خود می‌دارد. در میان کتابها یک نسخه از انجیلها می‌بود که شما دیدید من جدا گردانیدم. انجیل با آن سخنانی که درباره‌اش توان گفت با این کتابها که به آتش می‌کشیم در یک رده نیست. کتابهایی که بنیاد دینی از دینهای خدایی بوده باید پاسش داریم …

## دوره جمهوری اسلامی
در اواخر سال ۱۳۸۴ با تغییر «مرکز امور مشارکت زنان» به «مرکز امور زنان و خانواده» در دولت نهم، شایع شد که مدیریت جدید تصمیم داشته کتاب‌های «کتابخانه تخصصی زنان» را که در دوران محمد خاتمی ایجاد شده بود از بین ببرد، اما در لحظات آخر کار متوقف شده و به تعطیل کردن کتابخانه و ایجاد محدودیت دسترسی به کتاب‌ها اکتفا شد، هرچند که گفته می‌شود تعدادی از کتاب‌ها از مرکز خارج شده و بازگردانده نشده‌است.

### سوزانده شدن یکی از معتبرترین کتاب‌های پزشکی
یکی از فقیهان هوادار حکومت جمهوری اسلامی به نام عباس تبریزیان (در نزد برخی، معروف به «پدر طب اسلامی»)، یکی از کتاب‌های مرجع در زمینهٔ آموزش پزشکی یعنی اصول طب داخلی هاریسون را سوزاند؛
در عین حال، سه تن از پزشکان معترض به این اقدام، توسط یکی از دادگاه‌های جمهوری اسلامی، هر یک به ۶۰ ضربه شلاق، محکوم شدند.

## ارجاعات فرهنگی
- کتاب فارنهایت ۴۵۱ اثر ری برادبری دنیایی را وصف می‌کند که در آن کتاب‌سوزی به صورت سیستماتیک انجام می‌شود. نام کتاب به دمای اشتعال کاغذ اشاره دارد.
- در بخش اول دن کیشوت اثر سروانتس، کشیش و خدمتکار کتاب‌های پهلوانی دن کیشوت را می‌سوزانند.
- یوهان ولفگانگ فون گوته در بخش شرح و توصیف دیوان غربی-شرقی در مورد کتابسوزی در ایران به دست اعراب چنین می‌نویسد:

اعراب به تمامی کتابها که به نظر آنها یا زائد بودند یا مضر، حمله‌ور شدند. آنها تمام آثار ادبی را نابود کردند، بطوریکه کمترین میزان کتابها از آن زمان (ایران ساسانی) به دست ما رسیده‌است. جاری شدن زبان عربی (به دست اعراب) نیز از دوباره ایجاد شدن هرگونه حرکتی (در ایران) که بتوان آنرا ملی نامید، جلوگیری می‌کرد.
- مرتضی راوندی در کتاب تاریخ اجتماعی ایران پس از اشاره به نوشته ابن خلدون در مقدمه می‌نویسد:[۳۱]

یکی از آثار شوم و زیان‌بخش حملهٔ اعراب به ایران، محو آثار علمی و ادبی این مرز و بوم بود. آنها کلیهٔ کتب علمی و ادبی را به عنوان آثار و یادگارهای کفر و زندقه از میان بردند.
- مرتضی مطهری با اشاره به تاریخچه دانشگاه جندی شاپور[۳۲] در تیسفون می‌نویسد:

دانشگاه جندی شاپور که بیشتر یک مرکز پزشکی بوده کوچکترین آسیبی از ناحیه اعراب فاتح ندید و به حیات خود تا قرن سوم و چهارم هجری ادامه داد. پس از آنکه حوزه عظیم بغداد تأسیس شد دانشگاه جندی شاپور تحت الشعاع واقع گشت و تدریجاً از بین رفت. خلفای عباسی پیش از آنکه بغداد دارالعلم بشود، از وجود منجمین و پزشکان همین جندی شاپور در دربار خود استفاده می‌کردند. ابن ماسویه‌ها و بختیشوع‌ها در قرن دوم و سوم هجری فارغ‌التحصیل همین دانشگاه بودند. پس ادعای اینکه دانشگاه جندی شاپور بدست اعراب فاتح از میان رفت از کمال بی اطلاعی است
وی با استناد به هم عصر بودن اسکندر و ارسطو - که یونان پیشتر از زمان او در علوم عقلی به شکوفائی رسیده بود- نقل قول آغازین ابن خلدون -مبنی بر رسیدن علوم عقلی از ایرانیان به یونانیان پس از حمله اسکندر- را نا درست می‌داند. به گفته او، اینکه ابن خلدون جمله‌اش را با عبارت «گفته می‌شود» آغاز کرده، مویّد ضعیف بودن این نقل قول است.
- ابوریحان بیرونی در کتاب آثارالباقیه عن القرون الخالیه در مورد حمله قتیبه ابن مسلم سردار امویان چنین می‌نویسد:

 وقتی قتیبه ابن مسلم سردار عرب بار دوم به خوارزم رفت و آن را بازگشود هرکس را که خط خوارزمی می‌نوشت و از تاریخ و علوم و اخبار گذشته آگاهی داشت از دم تیغ بی‌دریغ گذراند و موبدان و هیربدان قوم را یکسره هلاک نمود و کتابهاشان همه بسوزانید و تباه کرد.
عبدالحسین زرین کوب در این باره می‌نویسد: «آنچه هم بیرونی راجع به نابود شدن کتب خوارزمی گفته‌است مشکوک است و به هر حال مویّد این واقعه نمی‌تواند بود.» ابوریحان در مقدمه کتاب " صیدله " یا " صیدنه " دربارهٔ زبان خوارزمی می‌گوید: این زبان به هیچوجه قادر برای بیان مفاهیم علمی نیست، اگر انسان بخواهد مطلبی علمی با این زبان بیان کند، مثل اینست که شتری بر ناودان آشکار شود.